# Herencia diferencial
La Herencia Diferencial es un modelo de herencia común utilizado por lenguajes de programación basada en prototipos como Io y NewtonScript. Funciona sobre el principio de que la mayoría de los objetos derivan de otros, objetos más generales, y sólo se diferencian en una pequeña cantidad de aspectos menores; mientras que normalmente mantienen una lista interna de punteros a los objetos de los que provienen.

## Una analogía
La herencia diferencial puede pensarse en términos de qué es diferente. Por ejemplo, al intentar describir a otra persona cómo es Dumbo físicamente, podría explicársele en términos de elefantes: Dumbo es como un elefante, pero mucho más pequeño, con orejas grandes, ojos azules, sin colmillos y puede volar. Usando este método, no es necesario describir cómo es un elefante, sólo es necesario describir las diferencias; cualquier cosa no explícitamente distinta puede suponerse igual.